# Kizir
Il Kizir (in russo Кизир?) è un fiume nella parte asiatica della Russia, nella Siberia meridionale. Affluente del Kazyr appartiene al bacino dello Enisej. Il fiume scorre nel Kuraginskij rajon del Territorio di Krasnojarsk.

## Geografia
Il Kizir, principale affluente del fiume Kazyr, ha origine dai monti Sajany orientali (Восточный Саян). La lunghezza del fiume è di 300 km, l'area del bacino è di 9170 km². Suoi principali affluenti sono i fiumi Kinzeljuk, Nička, Šinda (Кинзелюк, Ничка, Шинда) da destra; Dolgij Ključ (Долгий Ключ) da sinistra.
Alla fine di ottobre compaiono sul fiume formazioni di ghiaccio il quale raggiunge il suo massimo spessore alla fine di marzo (in media 70 cm). La deriva del ghiaccio primaverile inizia nell'ultima decade di aprile. Il letto del fiume è roccioso, con rapide e gole, e viene utilizzato per il rafting sportivo.
Ci sono diversi insediamenti nella parte inferiore del fiume, tra cui: Žerbaticha, Kordovo, Žuravlëvo, Ust’-Kaspa (Жербатиха, Кордово, Журавлёво, Усть-Каспа).